# Tricorynus floridanus
Tricorynus floridanus är en skalbaggsart som först beskrevs av Maurice Pic 1912.  Tricorynus floridanus ingår i släktet Tricorynus och familjen trägnagare. Inga underarter finns listade i Catalogue of Life.